# Book-to-bill Ratio
Das Book-to-bill-Ratio ist ein wirtschaftlicher Indikator, welcher das Verhältnis vom Auftragseingang zum Umsatz innerhalb eines definierten Zeitraumes (meist monatlich oder über drei Monate) ausdrückt. Diese Kennzahl wird vor allem in den Technologiebranchen, insbesondere in der Halbleiterbranche, verwendet und ist ein wichtiger Indikator für den Zustand dieser Branchen bzw. deren mittelfristige Entwicklung. Diese Kennzahl kann auch sinnvoll für andere Branchen aufgestellt werden, in denen der Auftragseingang signifikant vor der Rechnungsstellung liegt.
Ein Book-to-bill-Ratio von über 1 (der Auftragseingang ist größer als der Umsatz) kennzeichnet einen wachsenden Markt. Im Gegensatz dazu zeigt ein Book-To-Bill-Ratio kleiner 1 eine schwache Nachfrage an.
Die US-amerikanische Organisation Semiconductor Equipment and Materials International (SEMI) veröffentlicht am 20. eines jeden Monats das Book-to-bill-Ratio der in Nordamerika ansässigen Ausrüster der Halbleiterindustrie für die vergangenen drei Monate. Analog dazu ermittelt die Semiconductor Equipment Association of Japan das Book-To-Bill-Ratio für die japanischen Halbleiterindustrieausrüster. In Deutschland ermittelt der Zentralverband Elektrotechnik- und Elektronikindustrie (ZVEI) diese Kennzahl u. a. für die Halbleiterbranche und die Leiterplattenhersteller.